# Estació de Cerceda-Meirama
L'estació de Cerceda-Meirama es troba a la localitat gallega de Meirama, al municipi de Cerceda, a la província de la Corunya. Té serveis de mitjana distància operats per Renfe.
Es troba a la línia que uneix Zamora amb la Corunya, al tram entre Santiago de Compostel·la i la Corunya, que forma part de l'eix atlàntic d'alta velocitat, en una variant del traçat original entre les estacions d'Uxes i Ordes.

## Trens

### Mitjana Distància
| Línia | Origen/destinació | Destinació/origen                  |
| ----- | ----------------- | ---------------------------------- |
| 4     | A Coruña          | Vigo-Urzáiz                        |
| 4     | A Coruña          | Santiago de Compostela Vigo-Guixar |